# Solinus corticola
Espèce
Synonymes
- Garypinus corticola Chamberlin, 1923

Solinus corticola est une espèce de pseudoscorpions de la famille des Garypinidae.

## Distribution
Cette espèce est endémique du Mexique. Elle se rencontre en Basse-Californie du Sud, en Basse-Californie et au Sonora vers le golfe de Californie.

## Description
Les mâles mesurent de 2,5 à 3 mm et les femelles de 2,5 à 3 mm.

## Publication originale
- Chamberlin, 1923 : New and little known pseudoscorpions, principally from the islands and adjacent shores of the Gulf of California. Proceedings of the California Academy of Sciences, sér. 4, vol. 12, no 17, p. 353-387 (texte intégral).